# Podochilus auriculigerus
Podochilus auriculigerus är en orkidéart som beskrevs av Rudolf Schlechter. Podochilus auriculigerus ingår i släktet Podochilus och familjen orkidéer. Inga underarter finns listade i Catalogue of Life.